# Automaniacs
Automaniacs è un cortometraggio muto del 1917 diretto da John G. Blystone.

## Produzione
Il film fu prodotto dalla Century Film.

## Distribuzione
Distribuito dall'Universal Film Manufacturing Company, il film - un cortometraggio in due bobine - uscì nelle sale cinematografiche USA il 1º ottobre 1917.